# Peter Hoy
Pour les articles homonymes, voir Hoy.
Peter Hoy (né le 6 mai 1982) est un footballeur anglais évoluant au poste de défenseur dans le club de Bangor City.
Il est champion du pays de Galles 2010-2011.

## Biographie
Peter Hoy n'a pratiquement connu que l'équipe galloise de Bangor City depuis son premier contrat professionnel en 2003, hormis un intermède de quelques mois à Rhyl en 2006 où, cantonné au rôle de remplaçant, il est fort peu utilisé par son entraîneur. Il est réputé dans le championnat gallois pour la qualité de ses rentrées de touche.

## Palmarès
Bangor City
- Championnat
  - Vainqueur : 2011.
- Coupe du pays de Galles
  - Vainqueur : 2008, 2009 et 2010.
- Coupe de la Ligue
  - Vainqueur : 2009